# Saissetia vellozoi
Saissetia vellozoi är en insektsart som beskrevs av Vernalha 1957. Saissetia vellozoi ingår i släktet Saissetia och familjen skålsköldlöss. Inga underarter finns listade i Catalogue of Life.